# 야카베노미코
야카베노미코(일본어: 宅部皇子 やかべのみこ[*], 생년 미상 - 요메이 천황 2년 6월 8일 (587년 7월 18일))는 아스카 시대의 황족이다. 센카 천황의 황자이고, 자녀로는 카미츠히메노오오키미(上女王)가 있다.

## 약력
요메이 천황 2년 (587년), 요메이 천황의 붕어 후, 모노노베노 모리야가 차기 천황으로 아나호베노미코를 옹립하려고 꾀했다. 그러나, 계략이 새어, 카시키야히메 (후의 스이코 천황)을 모신 소가노 우마코의 명령을 받은 사에키노 니후테ㆍ하지노 이와무라ㆍ이쿠하노 마쿠이에 의해, 아나호베노미코와 앞서거니 뒷서거니 하듯, 암살당했다. 야카베노미코는 아나호베노미코와 친했기 때문에, 함께 살해당했다고 한다.
모노노베씨도 깊은 관계를 맺고 있으며, 야카베노미코의 비가 모노노베씨의 딸이었을 것으로도 추정된다.

## 같이 보기
- 정미의 난